# Rekoa stagira
Rekoa stagira is een vlinder uit de familie van de Lycaenidae. De wetenschappelijke naam van de soort werd als Thecla stagira in 1867 gepubliceerd door William Chapman Hewitson.

## Synoniemen
- Thecla timaea Hewitson, 1869 non Felder & Felder, 1865
- Thecla lydia Kirby, 1871, nomen novum voor Thecla timaea Hewitson, 1869
- Thecla volana Hewitson, 1869
- Thecla thoana Hewitson, 1874